# 2402 Satpaev
2402 Satpaev (1979 OR13) là một tiểu hành tinh vành đai chính được phát hiện ngày 31 tháng 7 năm 1979 bởi N. Chernykh ở Nauchnyj. Tiểu hành tinh đặt tên theo một nhà khoa học Kazakhstan Kanysh Satpayev.